# Chris DeGarmo
 (décembre 2016).
Si vous disposez d'ouvrages ou d'articles de référence ou si vous connaissez des sites web de qualité traitant du thème abordé ici, merci de compléter l'article en donnant les références utiles à sa vérifiabilité et en les liant à la section « Notes et références ».
Chris DeGarmo de son vrai nom Christopher Lee DeGarmo est un guitariste de metal progressif  né le 14 juin 1963 à Wenatchee   dans l'État de Washington. Il a été le cofondateur de Queensrÿche en 1981. Il est désormais pilote d'avion pour une compagnie Charter à Seattle.

## Biographie
Chris DeGarmo est cofondateur du groupe de métal progressif Queensrÿche qu'il fonde avec son ami Geoff Tate chanteur du groupe. Il compose la majorité des chansons dont les hits Queen of The Reich en 1983 mais surtout le morceau Silent Lucidity qu'il compose seul en 1991. Ce morceau sera n°10 des charts américains. En 1998 il décide de prendre ses distances avec la musique après avoir décroché son certificat pour piloter les avions de ligne. Il revient à la musique en 2005 pour un concert de solidarité aux victimes du séisme du 26 décembre 2004 dans l'océan Indien avec le groupe Alice In Chains. Depuis il poursuit sa carrière de pilote pour des compagnies à bas coûts.

## Discographie
- se référer à celle de Queensrÿche entre 1981 et 1998 .

## Traduction
Cet article est une traduction partielle de l'article du même nom en anglais.